# Tamamschjanella rhizomatica
Tamamschjanella rhizomatica är en växtart i släktet Tamamschjanella och familjen flockblommiga växter.
Arten är en perenn ört som förekommer i Grekland. Den beskrevs först som Ligusticum rhizomaticum av Per Hartvig 1983, och fick sitt nu gällande namn av Michail Pimenov och Jevgenij Kljujkov 1996.